# Charles Thénégal
Pas d'image ? Cliquez ici

a Compétitions nationales et continentales officielles uniquement.

b Matchs officiels uniquement.
Charles Thénégal, né le 7 février 1950 à Toulouse, est un joueur de rugby à XIII dans les années 1970 évoluant au poste de pilier.
Natif de Toulouse, il joue pour le Toulouse olympique XIII avec lequel il remporte le Championnat de France en 1973 et 1975, et dispute la finale de la Coupe de France en 1976.
Ses bonnes prestations en club l'amènent à être sélectionné à plusieurs reprises en équipe de France entre 1973 et 1975 disputant la Coupe du monde 1975.

## Palmarès
- Collectif :
  - Vainqueur du Championnat de France : 1973 et 1975 (Toulouse).
  - Finaliste du Championnat de France : 1979 (Carcassonne).
  - Finaliste de la Coupe de France : 1976 (Toulouse) et 1979 (Carcassonne).

### Détails en sélection
| 1. | 9 décembre 1973 | Australie        | 9-21  | Test-match     | Pilier     | - | - | - | - |
| 2. | 11 octobre 1975 | Angleterre       | 2-48  | Coupe du monde | Remplaçant | - | - | - | - |
| 3. | 17 octobre 1975 | Nouvelle-Zélande | 12-12 | Coupe du monde | Pilier     | - | - | - | - |
| 4. | 26 octobre 1975 | Australie        | 2-41  | Coupe du monde | Pilier     | - | - | - | - |